# Janvier 1944 (guerre mondiale)
Pour un article plus général, voir Chronologie de la Seconde Guerre mondiale.
- 4 janvier
  - Début de la bataille du Mont Cassin (Italie).

- 5 janvier
  - En France, les MUR se transforment en Mouvement de libération nationale (MLN) par intégration des mouvements de la zone nord.
  - Bataille de Garigliano (Italie).

- 6 janvier
  - Dernière annotation des dossiers du Generalplan Ost et du Generalsiedlungsplan : la dégradation de la situation militaire entraîne l'abandon de fait des projets coloniaux allemands en Europe orientale.

- 12 janvier
  - Conférence Churchill-De Gaulle à Marrakech (Maroc).

- 15 janvier
  - Dwight D. Eisenhower est choisi par Franklin D. Roosevelt en tant que commandant en chef de l'opération Overlord. Pour diriger l'opération il nomme comme second Bernard Montgomery responsable de toutes les forces terrestres.

- 18 janvier
  - Levée du siège de Léningrad par les Allemands (débuté en septembre 1941).

- 20 janvier
  - Départ du 66e convoi[1] de déportation des Juifs de France, du camp de Drancy vers Auschwitz : 1 155 déportés, 47 survivants en 1945.

- 22 janvier
  - Débarquement allié à Anzio (Italie).

- 24 janvier
  - Eisenhower est nommé commandant suprême des forces alliées en Europe.

- 26 janvier
  - L'Argentine rompt ses relations avec l'Axe et Vichy.

- 30 janvier
  - Début de la conférence de Brazzaville entre De Gaulle et les représentants de l'Empire français sur l'avenir de celui-ci.